# Nokia 3110 classic

Nokia 3110 classic este produsă de compania Nokia.Telefonul oferă butoane de dimensiuni mari ușor de folosite.La capitolul conectivitate oferă Infraroșu, Bluetooth și un port mini-USB.Telefonul are radio FM și un player media care redă fișierele MP3/MP4/AAC/AAC+/H.264/WMA.

## Caracteristici

### Conectivitate
- Bluetooth
- Infraroșu
- USB
- XHTML

### Transfer de date
- GPRS clasa 10
- EDGE clasa 10
- HSCSD

### Memorie
- RAM: 16 MB
- 9 MB disponibilă pentru utilizator
- Slot microSD până la 2 GB

### Multimedia și Foto
- Player media cu suport pentru formatele MP3, MP4, AAC, AAC+, eAAC+, H.263, H.264, WMA
- Radio stereo FM
- DRM (Digital Rights Management) versiunea 2.0
- Browser XHTML
- Java MIDP 2.0
- Macromedia Flash Lite 2.0
- Redare secvențe video în timp real (streaming 3GPP)